# San (popor)

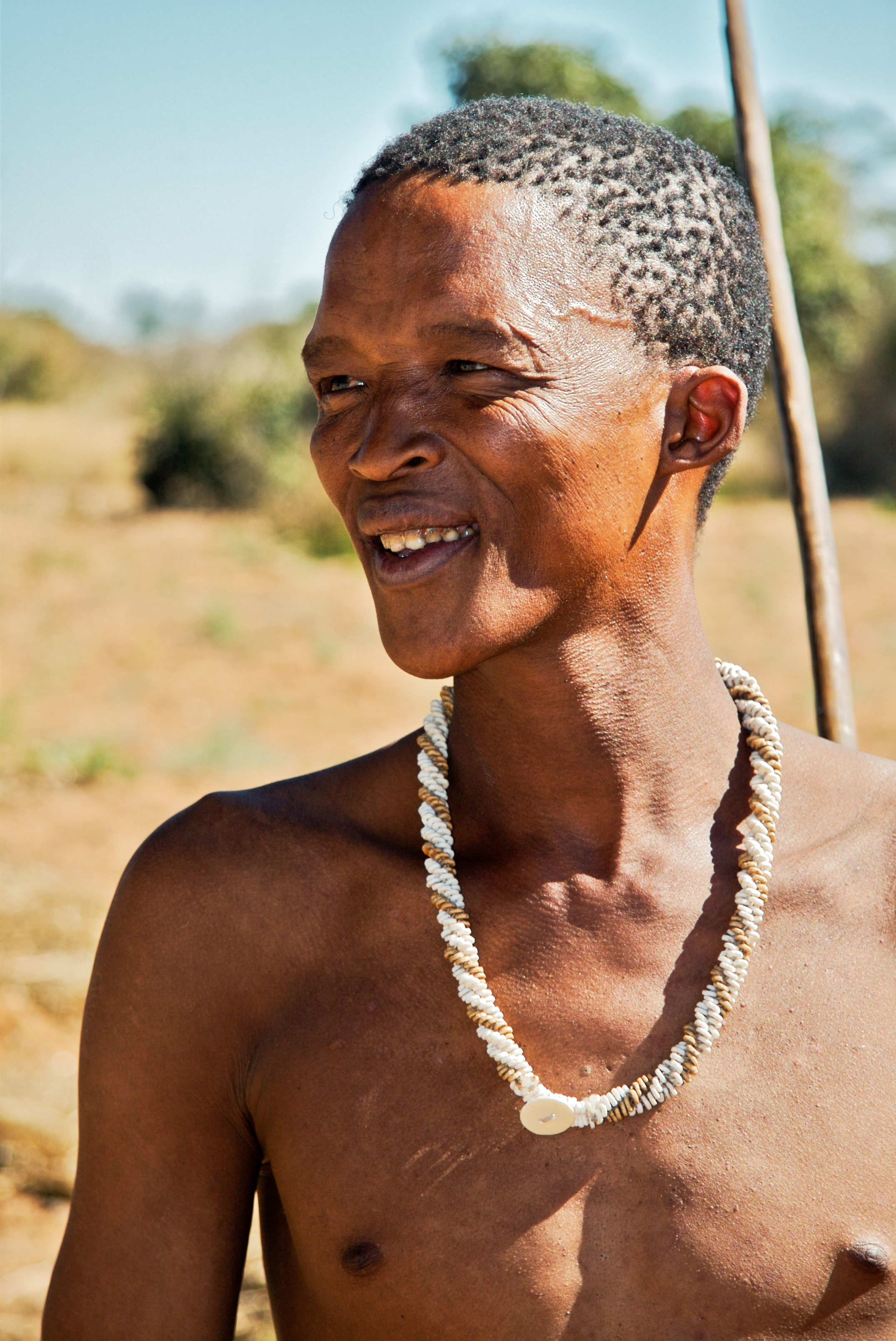
Bărbat san

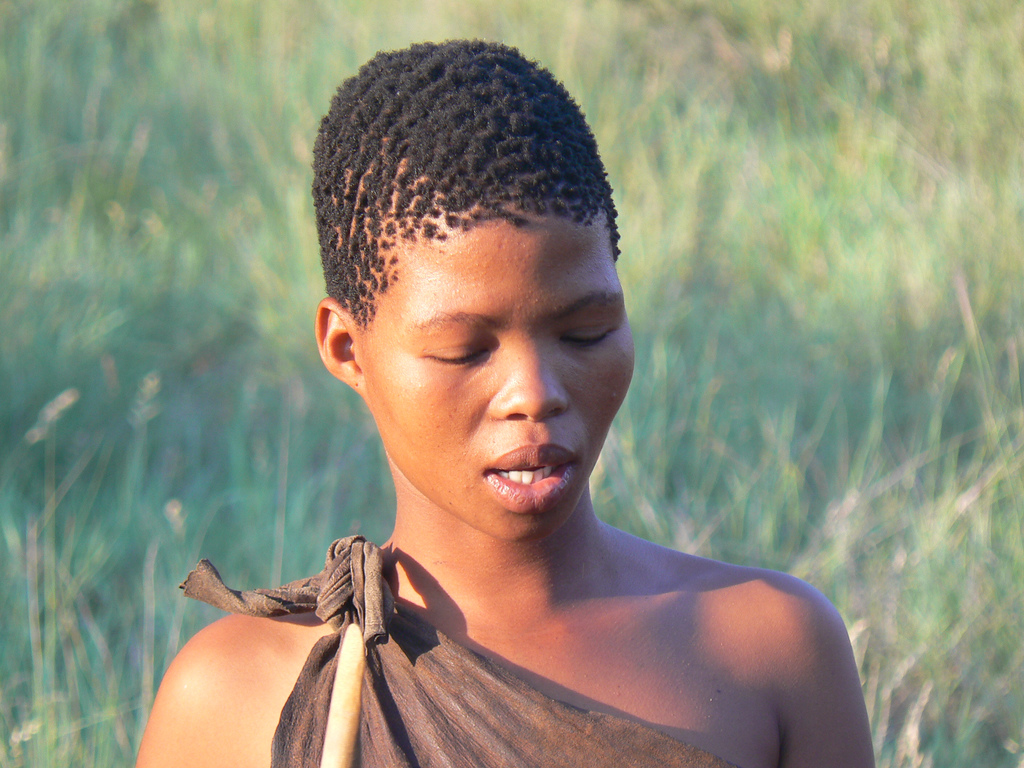
femeie san

San (numiți și boșimani, bushmen, sho, barwa, kung, khwe) au fost primii locuitori din Sudul Africii; ca urmare a cercetărilor genetice, ei sunt considerați a fi strămoșul comun al omului. În prezent, în Botswana trăiesc 63.500, în Namibia 71.201 și Angola 16.000.
Parte a grupului etnic khoisan, s-au îndeletnicit în mod tradițional cu vânătoarea și cu culesul.